# Emil Sehling

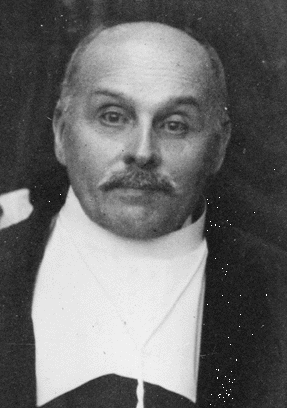
Emil Sehling omkring 1922.

Emil Georg Adolf Heinrich Sehling, född den 9 juli 1860 i Essen, död den 30 november 1928 i Erlangen, var en tysk jurist och kyrkorättsexpert.
Sehling studerade juridik från 1877, först vid universitetet i Bonn, sedan vid universitetet i Leipzig. Där blev han lärjunge till Emil Friedberg. Redan den 2 december 1881 blev han promoverad juris utriusque doktor. Han habiliterade sig i kyrkorätt och blev 1885 privatdocent i detta ämne i Leipzig. 1888 blev han extra ordinarie professor. År 1889 kallades han till ordinarie professor i kyrkorätt i Erlangen. År 1893 fick han också ansvaret för ämnena tysk privaträtt, handelsrätt och sjörätt. 
Sehlings viktigaste arbete var påbörjandet av det 2012 22 band omfattande verket Die Evangelischen Kirchenordnungen des XVI. Jahrhunderts. Ämilius Ludwig Richter hade försökt ställa samman en vetenskaplig utgåva av dessa texter, men det blev endast två band med utdrag. Sehling trodde ursprungligen att hans projekt skulle omfatta fem band. När han utgivit dessa 1902-13 insåg han att det krävdes minst tre till. Efter ett långt uppehåll kom 1955-80 ytterligare tio band ut, med understöd från EKD. År 2002 övertogs publiceringen av Heidelberger Akademie der Wissenschaften.